# Gangrena de Fournier
La gangrena de Fournier es una fascitis necrosante tipo Ia que puede afectar a hombres y mujeres en cualquier etapa de su vida, la cual se origina por una infección de la región perineal,  genital y del tercio inferior del abdomen; es decir, que va desde el ano hasta el periné, incluyendo escroto, pene y la pared abdominal (flegmón perineal) y puede propagarse hasta la Afección y el esternón afectivo.

## Historia
Esta enfermedad se conoce desde la antigüedad; se sospecha que el rey Herodes I el Grande la padeció asociada a diabetes mellitus, y el médico persa Avicenna la identificó en el año 877 d. C. La primera descripción formal de la enfermedad fue realizada por Baurienne en 1764. En 1871 Joseph Jones elaboró la primera descripción en Estados Unidos, y posteriormente Jean-Alfred Fournier describió una gangrena en el pene y el escroto de un paciente en 1883 como un proceso gangrenoso de origen desconocido. Ese mismo año también describió otros 4 casos en pacientes previamente sanos. Recibió apelativos tales como: «erisipela gangrenosa», «gangrena estreptocóccica del escroto» o «gangrena idiopática».

## Epidemiología
Es un trastorno poco común y potencialmente letal. Tiene una incidencia de 1/7500 y su frecuencia es mayor en pacientes de edad avanzada. Su mortalidad se reporta entre 3 y 67% de los casos.
Mientras que algunos estudios de serie de casos (n=9–80) han encontrado una tasa de mortalidad de 20-40%, un estudio en 2009 a mayor escala (n=1641) reportó una tasa de mortalidad de 7,5 %.

## Etiología
Está causada por una infección bacteriana mixta en la que intervienen gérmenes aerobios y anaerobios. La comorbilidad predisponen su aparición y empeoran su pronóstico.

## Fisiopatología
La gangrena de Fournier mantiene debilitado el sistema inmunológico, en particular en pacientes en edad senil, afectados de alcoholismo crónico, diabetes mellitus, VIH, fallo renal, cáncer o enfermedades tumorales malignas, desnutrición o vasculitis.

## Cuadro clínico
Se caracteriza por un inicio rápido, con aparición de síntomas generalmente perirrectales e inespecíficos, con fiebre, edema, dolor genital o perineal, rubor, y en el transcurso del primer día evoluciona a necrosis, crepitación, olor fétido y exudado serosanguinolento oscuro, progresando a alteraciones hidroelectrolíticas, sepsis, coagulopatía, choque y muerte.

## Tratamiento
Inicialmente se debe tratar la afectación sistémica con el manejo hidroelectrolítico, estabilización hemodinámica y administración de antibióticos de amplio espectro; además, en el menor tiempo posible se abordará el desbridamiento mediante cirugía de las áreas en las que los tejidos han sido destruidos por la necrosis. La enfermedad arroja elevados índices de mortalidad, por lo que requiere tratamiento rápido y decidido. Es necesario, en todo caso, un enfoque interdisciplinar, toda vez que la mortalidad aumenta por comorbilidad.
La oxigenoterapia hiperbárica es una alternativa favorable, principalmente en infecciones por Clostridium, ya que la supervivencia asciende a un 95 %. Con la elevación de los niveles de oxígeno tisular se genera toxicidad para los organismos anaerobios implicados y se mejoran los procesos de la fagocitosis por los leucocitos polimorfonucleares. 